# 힐즈 아이즈 2
《힐즈 아이즈 2》(영어: The Hills Have Eyes 2)는 미국에서 제작된 마틴 와이스 감독의 2007년 공포 영화이다. 2006년 영화 《힐즈 아이즈》의 속편이다. 마이클 맥밀리언 등이 주연으로 출연하였다.

## 출연
- 마이클 맥밀리언
- 하코브 바르가스
- 플렉스 알렉산더
- 제시카 스트로프